# Konjanički maraton arapskih konja iz Volodera
Konjanički maraton arapskih konja je športsko-domoljubna manifestacija u Hrvatskoj. Održava se svake godine. Osobita je manifestacija posvećena 5. kolovozu - Danu pobjede, Danu Domovinske zahvalnosti i Danu hrvatskih branitelja.
Sudionici ovog konjaničkog maratona polaze već kontinuirano od 2002. iz Volodera s obiteljskog dvorišta obitelji Petters. Svake godine maraton završava u drugom dijelu Hrvatske. Ovo je vremenski najduža i prostorno najšira hrvatska manifestacija u svezi s 5. kolovozom, Danom pobjede i Danom domovinske zahvalnosti.
Maraton organiziraju:
- Uzgajivači arapskih konja Moslavine
- Udruga dragovoljaca i veterana Domovinskog rata ogranak Kutina
- Udruga specijalne jedinice 'Ris' Kutina
- Udruga roditelja poginulih branitelja Grada Kutine
- Matica hrvatska ogranak Kutina

Slogan ovog maratona je Tradicija prošlosti i potreba budućnosti.
Zadaće i planovi ovog maratona:
- promicati značaj Domovinskog rata i žrtava za neovisnu Hrvatsku
- afirmirati prirodne ljepote i kulturnih vrijednosti
- širiti poruke o skladnom životu čovjeka s prirodom
- širiti i promicati ljubav prema domovini i ljudima
- širiti i promicati ljubav prema plemenitoj pasmini arapskih konja

Ciljevi pojedinih maratona:
(popis nepotpun)
- 2011.:  približiti kontinentalnu i jadransku Hrvatsku.
- 2012.: posvećen je jubilarnoj 20. obljetnici međunarodnog priznanja neovisne države Hrvatske

Staze maratona:
- 2006.: Voloder - Dubrovnik
- 2011: dolinom Save do Orašja